# Марач, Кирилл Сергеевич
Кири́лл Серге́евич Ма́рач (укр. Кирило Сергійович Марач, позывной — Стартер; 12 апреля 1986, Новоград-Волынский — 17 августа 2022, Краматорск) — украинский военнослужащий, главный сержант, участник российско-украинской войны. Герой Украины (8 июля 2023, посмертно).

## Биография
Учился в Новоград-Волынской общеобразовательной школе № 9. В 2005 году окончил техникум по специальности «Электромонтер». Учился в Полесском национальном университете (2020). Работал в отделе энергосбыта Новоград-Волынского РЭСа.
В 2015 году начал службу радиотелефонистом 30-й отдельной механизированной бригады. В 2017 году перевелся в разведывательный батальон, где прошел путь от стрелка-наводчика до командира взвода. Участник АТО/ООС.
Умер 17 августа 2022 года от полученных травм в Краматорской больнице.
Похоронен 21 августа 2022 года в селе Майстров Звягельского района Житомирской области.
Осталась жена и две дочери.

## Награды
- Звание «Герой Украины» с удостоением ордена «Золотая Звезда» (8 июля 2023, посмертно) — за личное мужество и героизм, проявленные в защите государственного суверенитета и территориальной целостности Украины, верность военной присяге<[1].